# Lepidagathis nemorosa
Lepidagathis nemorosa är en akantusväxtart som beskrevs av Spencer Le Marchant Moore. Lepidagathis nemorosa ingår i släktet Lepidagathis och familjen akantusväxter. Inga underarter finns listade i Catalogue of Life.